# メンドーサ・ライン
メンドーサ・ライン（Mendoza Line）とは、メジャーリーグベースボールにおいて野手の低打率を示す表現であり、具体的には打率.200を基準とする。打率.200を下回った時に「メンドーサ・ラインを下回った（below the Mendoza Line）と表現される。
1970年代から1980年代にかけてパイレーツやマリナーズなどでプレーしたマリオ・メンドーサ遊撃手の打率が例年.200前後だったことに由来する。

## 概要
長らく、1979年にカンザスシティ・ロイヤルズの主砲ジョージ・ブレットがESPNの記者に対して「新聞を開いたら真っ先に（打率ランキングで）誰がメンドーサ・ラインの下にいるのかをチェックしている」と語ったのが発祥とされてきた。これをきっかけに、ESPNの看板番組「スポーツセンター」でメンドーサ・ラインという表現が頻繁に用いられるようになり、ファンの間にも定着していった。
実際には、ブレットよりも先に、メンドーサのチームメイトだったトム・パチョレック（Tom Paciorek）とブルース・ボクテ（Bruce Bochte）がメンドーサをからかうためのジョークとして「メンドーサ・ライン」を使ったのが始まりである。彼らが春先のスランプに苦しんでいたブレットに「気をつけないと打率がメンドーサ・ラインに届かないぜ」と声をかけ、それからブレットもメンドーサ・ラインという言葉を使い始めた
1980年代以降、遊撃手や捕手にも打力が要求される時代となり、レギュラー野手がメンドーサ・ラインを下回るケースは減った。近年では1999年にルーベン・リベラが打率.195を記録して以来、2010年にカルロス・ペーニャ、マーク・レイノルズが1割台を記録するまで、400打数以上で.200を下回った選手は1人もいなかった。しかし、打数が少ない春先などは大物選手であっても低打率であることが珍しくなく、メンドーサ・ラインは一定の目安として度々言及される。
2003年に出版されたマネー・ボールに代表されるセイバーメトリクスによる選手能力のデータ分析が進むと、低打率でも出塁率や長打率などに秀でた野手は起用される傾向が増え、打率.200以下でも規定打席に到達する選手が増えている。この傾向が顕著な選手はジョーイ・ギャロで2020年、2021年と2年連続で規定打席に到達し打率.200未満を記録しており、2022年シーズン終了時点で通算打率が.199である。

## 野球以外での使用
現在では、メンドーサ・ラインは野球のみならず、株価、投資信託から学業成績、営業成績などあらゆる分野において、許容できないほど低水準の状態にある、もしくは近いことを表す言葉として使用されている。

### 例文
- "A sub-$2,000 per theater average... is the Mendoza Line of box office numbers..."[4]
- "I don’t think you could find any other figure in politics who has run this far below the Mendoza line and still managed to get taken seriously as a presidential candidate."[5]
- Republican pollster Neil Newhouse... argues that these numbers have crossed below the political 'Mendoza line'..."[6]
- The U.S. 10-year note yield declined below 2%...  before moving back above the Mendoza Line (baseball lingo for a batting average of .200), to 2.09% by early afternoon."[7]

## 類語
類似表現としては以下のものがある。
I-95（95号線）
打率2割に届かないことを意味する。「I-95」とは州間高速道路（interstate）95号線のことだが、打率の".195"の数字の1をアルファベットのIに見立ててこのように呼ぶ。95号線に限らず、打率2割未満であることを"on the interstate"（州間高速道路を走行中）などと表現する。
hit one's weight（体重のような打率）
2割程度の低打率を形容する表現で、体重（ポンド表記）と打率が同程度という意味である。仮に体重210ポンド (95 kg)の選手が打率.210未満であれば、"not hitting his weight"（打率が体重未満）などと言われる。
身長と同じくらいの打率 / 身長より低い打率
日本プロ野球において2割前後の低打率を形容する表現で、身長（センチメートル表記）と打率が同程度という意味である。例えば山倉和博（身長178センチメートル）がこのように揶揄されたほか、若手時代の嶋基宏も「身長みたいな打率じゃダメだろ」という阿部慎之助の発言（阿部が誰のことを言ったのかは不明だが、入団1年目の嶋は身長179センチメートルで年間打率.183だった）を耳にして発奮材料にしたという。